# خروج یمانی
خروج یمانی در باور شیعیان، یکی از انقلاب‌های زمینه ساز ظهور مهدی است که در روایات، به حتمی بودن آن تصریح شده‌است؛ یمانی منسوب به یمن است و از آن سامان قیام می‌کند؛ چنان که جعفر صادق گفته‌است: «قبل از قیام قائم، وقوع پنج علامت حتمی است: یمانی، سفیانی، صیحه آسمانی، کشته شدن نفس زکیه و فرو رفتن در بیابان.» 
در بعضی روایات، قیام یمانی و پرچم او را هدایت کننده‌ترین پرچم‌ها دانسته و یاری کردن آن را واجب شمرده و نام او را حسن یا حسین از نسل زید بن علی دانسته است؛ چنان که جعفر صادق گفته‌است: «خروج این سه تن - خراسانی، سفیانی و یمانی - در یک سال و یک ماه و یک روز اتفاق می‌افتد، پرچم یمانی از همه هدایت کننده تر است؛ زیرا او دعوت به حق می‌کند.» 